# لجنة ديفلين
لجنة ديفلين (بالإنجليزية: The Devlin Commission)‏، تُعرف رسميًا باسم لجنة تحقيق نياسالاند. هي لجنة تحقيق أُنشئت عام 1959 برئاسة القاضي ديفلين -اللورد ديفلين لاحقًا- بعد المعارضة الأفريقية لاتحاد رودسيا ونياسالاند، بالأخص السياسات الزراعية وسياسات المحافظة الريفية، والمطالبات بإحراز تقدم نحو حكم الأغلبية الذي روّج له حزب المؤتمر الأفريقي في نياسالاند تحت قيادة زعيمه الدكتور هاستينغز باندا ما أدى إلى اضطرابات واسعة النطاق في نياسالاند ووقوع بعض الوفيات. أعلنت حالة الطوارئ في مارس 1959؛ واعتُقل نحو 1300 شخص دون محاكمة، وكان العديد منهم أعضاء في حزب المؤتمر الأفريقي في نياسالاند، وسُجِن أكثر من 2000 شخص بسبب جرائم تتعلق بحالة الطوارئ، وحُظِر أيضًا حزب المؤتمر نفسه. خلال حالة الطوارئ والأسبوع السابق لها، قُتل ما مجموعه 51 شخصًا على أيدي القوات أو البوليس. على الرغم من أن أعضاء اللجنة الأربعة كانوا أعضاء في المؤسسة الحاكمة البريطانية، فإن النتائج التي توصلوا إليها كانت متعارضة بشكل كبير مع مصلحة حكومة نياسالاند.
يُعتبر تقرير ديفلين الحالة الوحيدة التي قام بها قاضٍ بريطاني بالتحقق فيما إذا كانت ممارسات الإدارة الاستعمارية في قمع المعارضة ملائمة أم لا. ولا يمكن اعتباره على أنه حادثة خلال إنهاء الاستعمار البريطاني فحسب، بل على أنه تعبير عن قيم الاستقلال القضائي والالتزام بسيادة القانون حتى في حالات الطوارئ عندما تكون هذه القيم تحت التهديد. وقد أثارت استنتاجات ديفلين ضجة سياسية آنذاك إذ أفاد بأن القوة المفرطة قد استُخدمت وأن نياسالاند كانت «دولة بوليسية». لم يكن ديفلين أول شخص يستخدم تعبير «دولة بوليسية» لوصف مستعمرة بريطانية؛ إذ وصف الصحفي الشهير ريتشارد كروسمان قبرص بأنها «دولة بوليسية ودودة» عام 1955، لكن كان من غير المألوف ذكر ذلك ضمن تقرير رسمي. رُفض تقريره بصورة واسعة واستمرت حالة الطوارئ حتى يونيو 1960. على الرغم من أن تقرير ديفلين قد فقد مصداقيته في بادئ الأمر، بيد أنه على المدى الطويل ساعد بإقناع الحكومة البريطانية بأن الاتحاد لم يكن مقبولًا من جهة الأغلبية الأفريقية. أُفرج عن الدكتور باندا من الاحتجاز عام 1960 وحُلَّ الاتحاد عام 1963.

## حالة الطوارئ في نياسالاند 1959

### أسباب الاضطرابات
تمثّل محورا انتفاضة جون تشيليمبوي عام 1915 بحرمان الأفارقة المتعلمين من الحضور السياسي الفعال، وعدم إشراك الأفارقة العاديين بفوائد الاقتصاد الاستعماري الذي ما زال حيّز التطبيق في عام 1959. في الأربعينيات ومطلع الخمسينيات، كانت المسألة الأكثر إلحاحًا هي إمكانية حصول الأفريقيين على الأراضي التي تحول معظمها إلى عقارات مملوكة لأوروبا حيث يُطلب فيها من السكان الأفارقة القيام بأعمال زراعية للمالك بموجب نظام ثانغاتا أو الانخراط في شكل من أشكال المُزارعة (بالإنجليزية: Sharecropping). لم تعالج حكومة نياسالاند ولا الحكومة البريطانية شكاوى الأراضي، بما في ذلك القدرة القانونية لملاك الأراضي على طرد الفائض من السكان بصورة دورية. جرت مقاومة محاولات تطبيق عمليات الطرد واسعة النطاق في ضاحية بلانتاير في عامي 1943 و 1950، وفي عام 1953 في ضاحية ثيولو المكتظة بالسكان، أدت محاولة طرد نحو 1250 مستأجرًا من مزارع الشاي وزيادة إيجارات البقية إلى أعمال شغب خطيرة ووقوع 11 قتيلاً، وجُرح اثنين وسبعين شخصًا. نتيجة لذلك، وافقت حكومة نياسالاند على شراء الأراضي غير المستخدمة أو غير المستخدمة بالكامل، والتي كانت آنذاك مخصصة لصغار المزارعين الأفارقة. بحلول عام 1957، كانت الحكومة قد اشترت نحو 40% من الأراضي التي كانت في السابق مملوكة للقطاع الخاص. وفي عام 1964، جرى تخفيض الأراضي العقارية الخاصة إلى أقل من 2 في المئة من مجموع الأراضي الكلي.
على الرغم من المعارضة الأفريقية شبه الإجماعية، اقترحت حكومة رودسيا الجنوبية دمج رودسيا الجنوبية ورودسيا الشمالية ونياسالاند في الثلاثينيات والاربعينيات من القرن الماضي، ما جعل المطالب بالحقوق السياسية الأفريقية أكثر إلحاحًا. في عام 1944، شجّع جيمس فريدريك سانغالا تشكيل حزب المؤتمر الأفريقي في نياسالاند الذي ضمّ نحو 5000 عضوًا عام 1953. وافقت الحكومة البريطانية بكلا الحزبين في مرحلة ما بعد الحرب على حل فدرالي لأفريقيا الوسطى بعيدًا عن الاندماج الكامل، وأُسِّس اتحاد رودسيا ونياسالاند عام 1953 على خلفية معارضة أفريقية قوية. بدأ مؤتمر نياسالاند الأفريقي حملة مقاومة سلمية، لكن هددت حكومة نياسالاند بسجن زعماء المؤتمر: الأمر الذي أرغمهم على إنهاء احتجاجهم، وهو ما أفقد حزب المؤتمر قدراً كبيراً من التأييد الشعبي له.